# Mahdi Al-Salem
Mahdi Al-Salem (født 16. februar 1990) er en saudiarabisk håndboldspiller for Al-Noor og det saudiarabiske landshold.